# Corona-Test

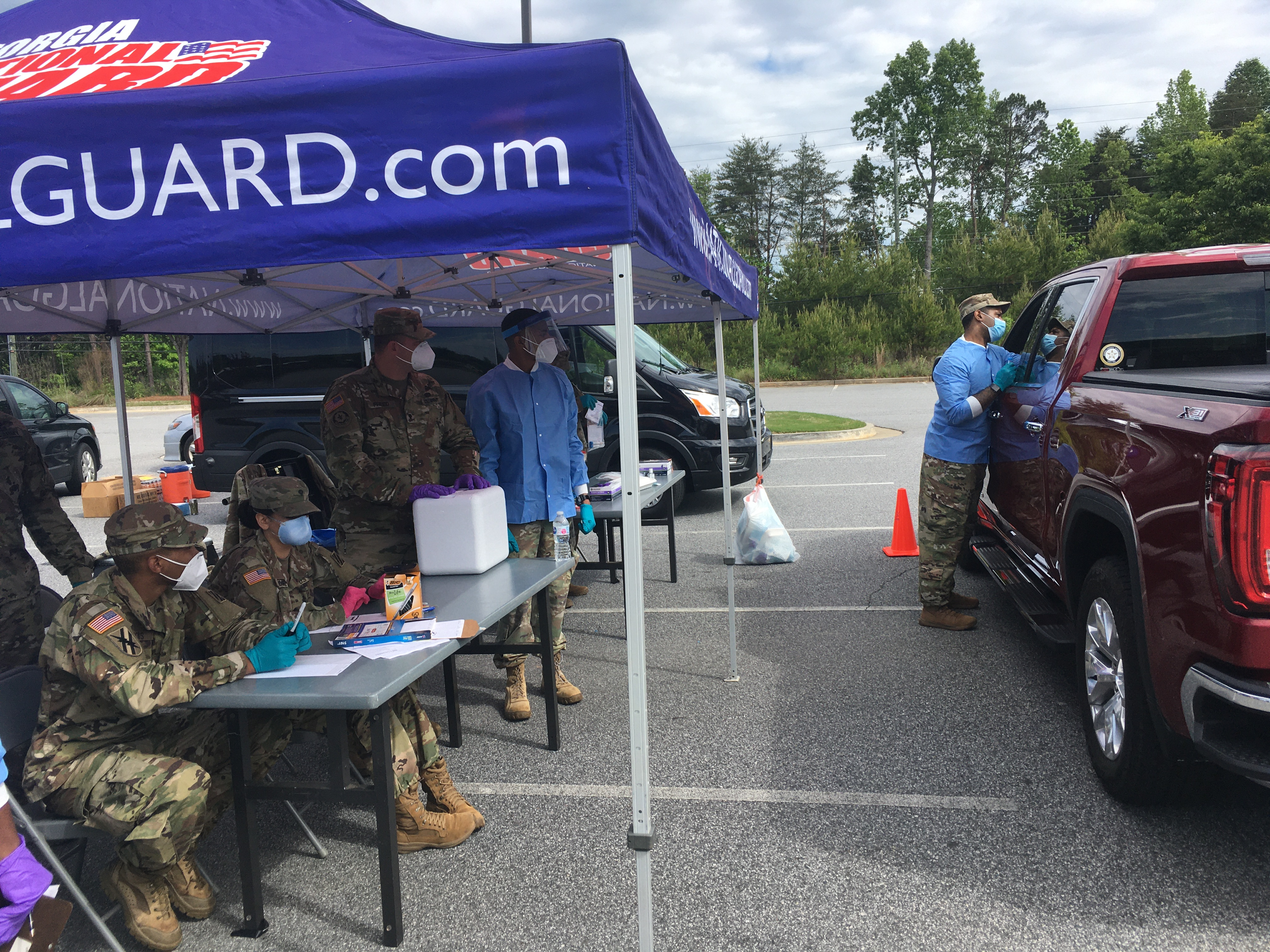
Drive-Through-Testcenter in den Vereinigten Staaten

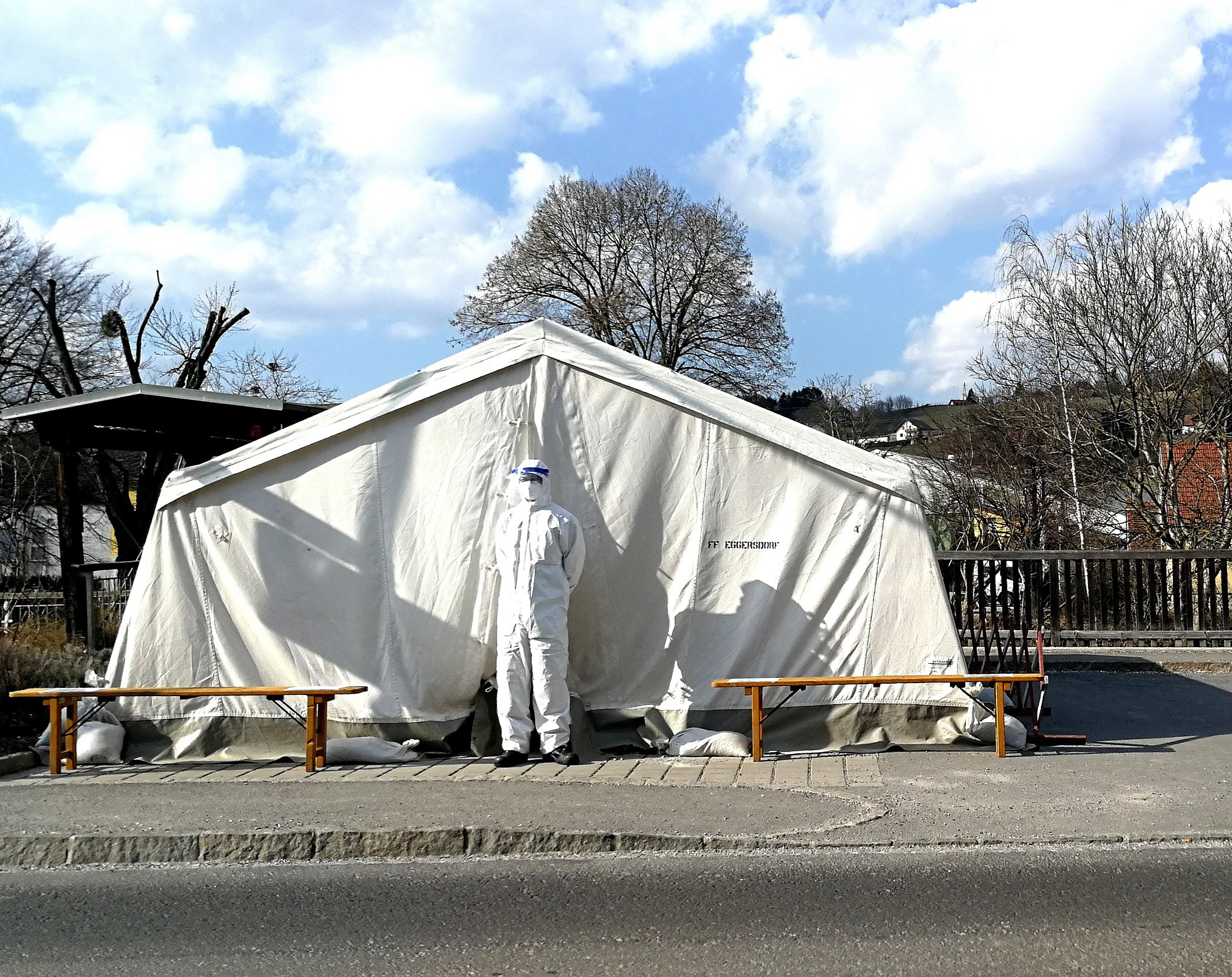
COVID-19-Testzelt, Eggersdorf bei Graz, Österreich

Corona-Tests  umfassen verschiedene labordiagnostische Verfahren zum Nachweis einer Infektion mit dem Coronavirus SARS-CoV-2 oder des Vorhandenseins von Antikörpern.
Nur wenige Monate nach Beginn der COVID-19-Pandemie kamen erste PCR-Tests zum Nachweis des damals neuartigen SARS-CoV-2 zur Anwendung. So konnten Infizierte schnell identifiziert und durch Quarantäne isoliert sowie ihre Kontaktpersonen nachverfolgt werden. Im weiteren Verlauf der Pandemie wurden zudem auch Antigen-Schnelltests entwickelt, die zwar nicht ganz so sensitiv sind, jedoch eine breite Anwendung (auch durch Laien) ermöglichen.

## Aussagekraft
Die wichtigsten Gütekriterien für die Aussagekraft (Validität) diagnostischer Labortests sind Spezifität und Sensitivität:
- Unter Sensitivität wird die Wahrscheinlichkeit verstanden, dass eine eigentlich positive Probe auch als positiv erkannt wird (Ausschluss von Falsch-Negativen);
- unter Spezifität dagegen, die Wahrscheinlichkeit, dass eine eigentlich negative Probe auch als negativ erkannt wird (Ausschluss von Falsch-Positiven).

|              | krank (infiziert)   | gesund (nicht infiziert) |
| ------------ | ------------------- | ------------------------ |
| Test positiv | positiv (P)         | falsch positiv (FP)      |
| Test negativ | falsch negativ (FN) | negativ (N)              |

Die Sensitivität des Testverfahrens gibt also den Anteil der positiv Getesteten zur Gesamtheit der tatsächlich Infizierten an, die Spezifität hingegen gibt den Anteil der negativ Getesteten zur Gesamtheit der tatsächlich Nicht-Infizierten an, als Formeln ausgedrückt:
{\displaystyle {\text{Sensitivität}}={\frac {\text{P}}{{\text{P}}+{\text{FN}}}}}   bzw.   {\displaystyle {\text{Spezifität}}={\frac {\text{N}}{{\text{N}}+{\text{FP}}}}}
Für ein zuverlässiges Testergebnis werden für beide Kriterien Werte nahe 100 % angestrebt; eine hohe Sensitivität stellt sicher, dass kein Infizierter versehentlich übersehen wird; eine hohe Spezifität spricht dafür, dass kein „Fehlalarm“ (z. B. durch Kreuzreaktivität) ausgelöst wird.
Bei niedriger Prävalenz d. h. nur wenigen Infizierten (P+FN) unter den Probanden etwa aufgrund niederschwelliger Testindikation (z. B. Testung asymptomatischer Personen) wird insbesondere an die Spezifität des Tests eine hohe Anforderung gestellt. Präventives Testen ohne begründeten Verdacht erhöht das Risiko falsch-positiver Ergebnisse. Das RKI empfiehlt jedoch angesichts der epidemiologischen Lage die Testung von asymptomatischen engen Kontaktpersonen sowie Personen mit erhöhtem Risiko für Ansteckung und Verbreitung wie zum Beispiel Mitarbeitern des Gesundheitspersonals oder Bewohnern von Regionen mit erhöhtem Infektionsgeschehen.

## Einzelne Verfahren

### PCR-Test

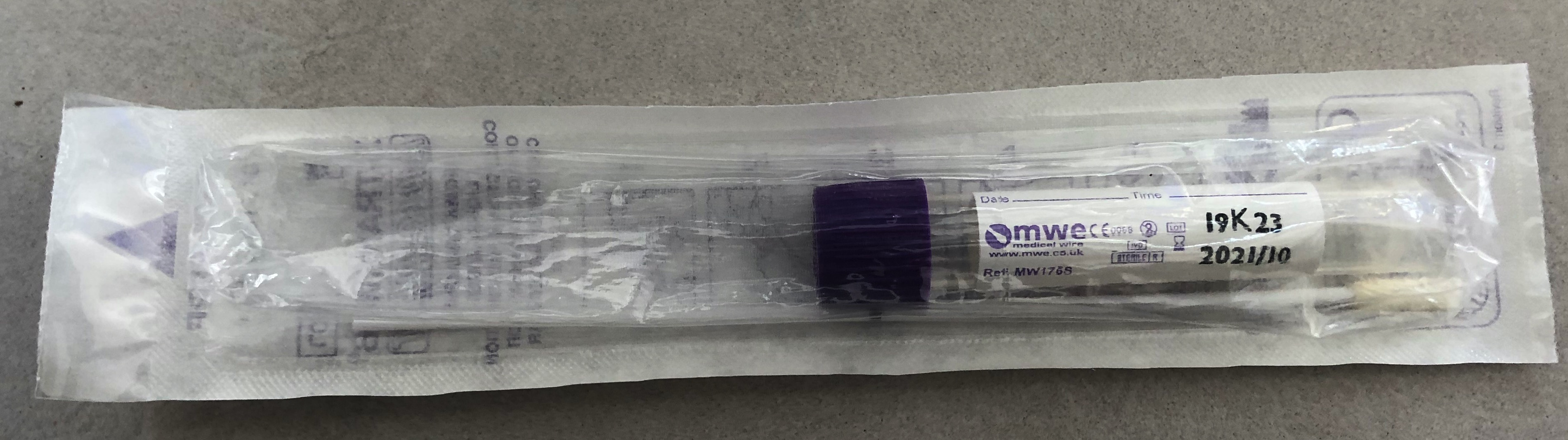
COVID-19-Testkit

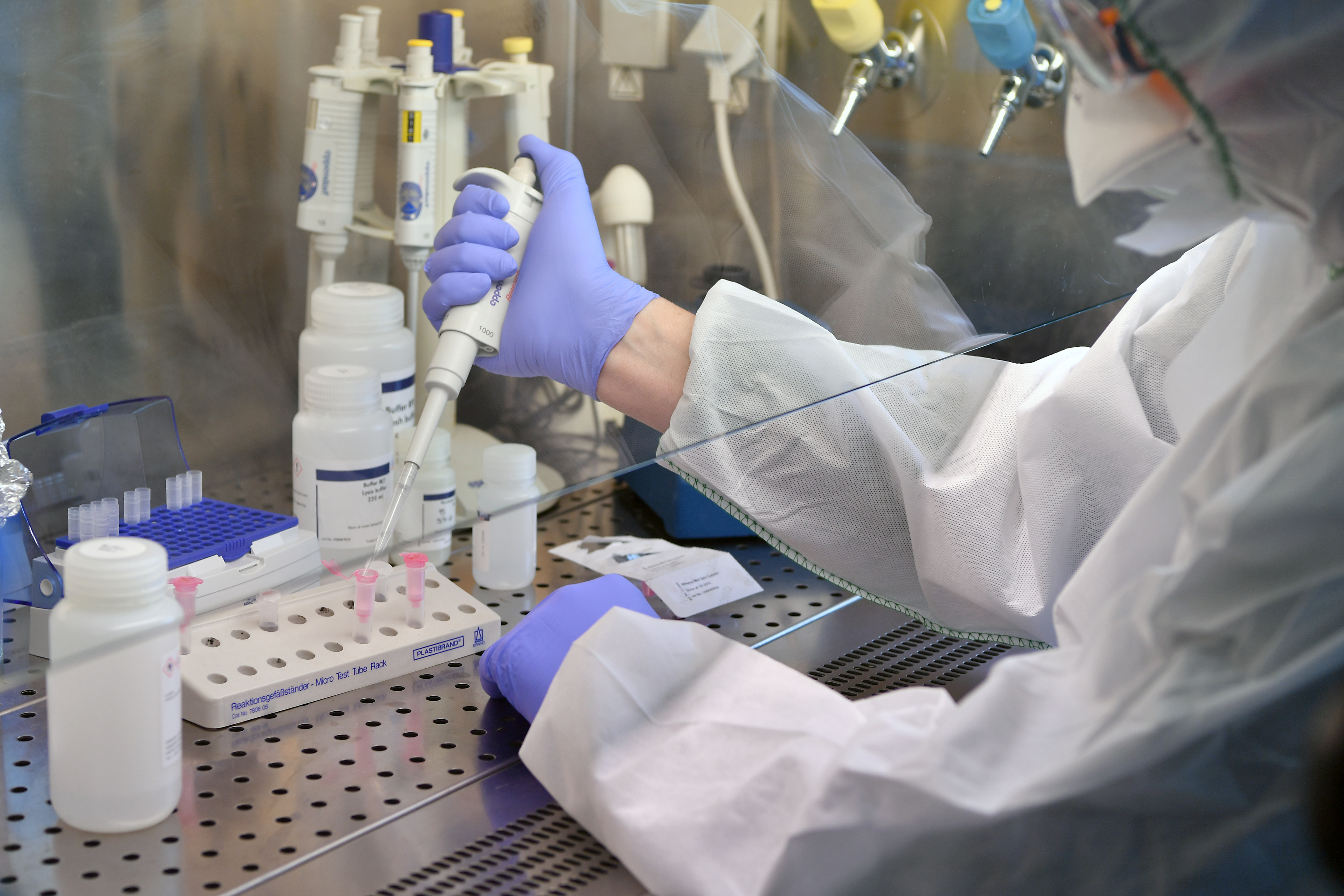
Auswertung eines PCR-Tests im Labor

Der sogenannte „PCR-Test“ (genauer: real-time quantitative Reverse-Transkriptase-Polymerase-Kettenreaktion) gilt als Goldstandard für den Nachweis von SARS-CoV-2. Er „gilt als das zuverlässigste Verfahren, um einen Verdacht auf eine aktive Infektion mit SARS-CoV-2 abzuklären. Die Auswertung erfolgt im Labor. Das Ergebnis liegt nach wenigen Stunden bis Tagen vor“. Die Validität der Ergebnisse hinsichtlich einer Infektion, der Infektiosität und der symptomatischen Erkrankung ist abhängig von vielen Faktoren. Der Ct-Wert gibt in der Theorie einen Hinweis auf die Viruslast und indirekt die Infektiösität. In der Praxis kann er jedoch nur als grober Richtwert herangezogen werden, da die PCR-Tests der unterschiedlichen Anbieter nicht standardisiert und die Ergebnisse abhängig von der Probenentnahme sind.
Dabei reagiert der Test auf das Vorhandensein zweier bestimmter kurzer Gensequenzen (Nukleotidsequenzen), die kennzeichnend für die genannten Viren sind, bezeichnet als E-Gen und RdRp-Gen. Das E-Gen codiert für die Virushülle (E für engl. envelope ‚Hülle‘), das RdRp-Gen für die RNA-abhängige RNA-Polymerase (RdRp für engl. RNA-dependent RNA polymerase). Der Test reagiert somit sowohl auf Bestandteile des Virus als auch auf Virenreste. Neben dem an der Charité entwickelten Test haben weitere Institutionen eigene Tests entwickelt. Der vom CCDC entwickelte Test ist gegen die RNA-Region des Nucleokapsids (N-Gen) und des Nichtstrukturproteins nsp10 gerichtet. Der Test der Hong Kong University ebenso gegen die RNA-Region des Nucleokapsids und des Nichtstrukturproteins nsp14. Der vom CDC entwickelte Test richtet drei Primer gegen die RNA-Region des Nukleocapsids und beinhaltet auch einen Primer gegen die menschliche RNase P, welches eine Qualitätskontrolle der RNA-Extraktion und damit eine bessere Vergleichbarkeit der Tests ermöglicht. Die letzten beiden Assays verwenden (neben anderen) eine Gensonde, die für SARS-CoV-2 spezifisch ist. Beim zweiten Assay ist zusätzlich eine Sonde enthalten, die zur Nukleotidsequenz sowohl des RNA-Teilstücks des SARS-CoV-1 als auch des SARS-CoV-2 passt.
Der Abstrich erfolgt in der Regel im Rachen (Oropharynx); teilweise (und dadurch noch zuverlässiger) auch zusätzlich in der Nase (Nasopharynx). Daneben ist auch eine Probenahme durch Gurgeln möglich. Auch manche andere Körperflüssigkeiten wie Stuhl können prinzipiell getestet werden, sind aber weniger aussagekräftig. Durch das Testen von Abwässern kann zudem auf das aktuelle Infektionsgeschehen an einem ganzen Ort geschlossen werden.

#### Spezifität
Der Test reagiert positiv auf SARS-CoV-2 und das SARS-CoV-1. Die Kreuzreaktivität auf SARS-CoV-1 ist gewollt, um SARS-CoV-1 (aus Laborbeständen) als positive Testkontrolle verfügbar zu machen. Weitere Daten aus der Test-Entwicklung deuten darauf hin, dass der Test auf „wahrscheinlich alle asiatischen Viren“ (übersetzt aus dem Englischen) aus der Untergattung Sarbecovirus ein positives Ergebnis liefert.
In der Entwicklung wurde sichergestellt, dass der Test nicht positiv auf die endemischen humanen Coronaviren (HCoV-229E, -NL63, -OC43, -HKU1), das MERS-CoV und viele andere übliche Erreger von respiratorischen Erkrankungen reagiert. Wie andere etablierte Teste für menschliche Coronaviren reagiert auch dieser Test positiv auf verschiedene, beim Menschen unbekannte Coronaviren (insbesondere solche von bestimmten Fledermausarten).
Um festzustellen, dass der Test nicht auf ein anderes Virus ungewollt positiv reagiert, werden Proben getestet, die das Zielvirus nicht enthalten. Somit wird hier sichergestellt, dass der Test eine negative Probe in diesen Fällen auch tatsächlich als negativ anzeigt. Aufgrund dieser Untersuchungen wird die Spezifität dieses Tests als äußerst hoch eingeschätzt, sofern (aus anderen Erwägungen) sichergestellt werden kann, dass die getestete Probe frei von SARS-CoV-1 und anderen asiatischen Sarbecoviren ist.
In einem Ringversuch der deutschen Instand e. V. (Gesellschaft zur Förderung der Qualitätssicherung in medizinischen Laboratorien) wurde im Mai und Juni 2020 die Qualität von 463 Laboren aus 36 Ländern unter anderem darauf untersucht, ob sie bei den Tests zuverlässig falsch positive Ergebnisse ausschließen können. Dabei erzielten die Labore für die SARS-CoV-2 negativen Proben überwiegend richtige negative Ergebnisse (97,8 % bis 98,6 %). Labore, die nicht ausschließlich 100 % richtige Ergebnisse liefern konnten, wurden nicht zertifiziert.
Die Foundation for Innovative New Diagnostics in Genf hat im Juni 2020 die Sensitivität und die Spezifität von SARS-CoV-2-Testsystemen von 21 Herstellern durch Vergleich mit einem eigenen Inhouse-Test ermittelt. Die Spezifität wurde anhand von jeweils 100 negativen Proben bestimmt und hatte eine Spannweite von 96 % bis 100 %. Unklar ist bislang, ob die als falsch-positiv interpretierten Ergebnisse tatsächlich falsch-positiv sind oder auf falsch-negative Referenzergebnisse des eigenen Inhouse-Tests zurückzuführen sind.
In einer Publikation aus dem Friedrich-Loeffler-Institut Pitfalls in SARS-CoV-2 PCR Diagnostics berichten die Autoren über das Auftreten von herstellerseitigen Kontaminationen kommerzieller Primer/Sonden-Sets mit der SARS-CoV-2-Zielsequenz des RT-qPCR. Da auch Kontaminationen der verwendeten Reagenzien zu falschen Testergebnissen führen können, empfehlen die Autoren eine Chargen-Prüfung sowie systematische Qualitätskontrollen im Testablauf.

#### Sensitivität
Während die hohe Spezifität weitgehend akzeptiert wurde, wird die Sensitivität des Tests des Öfteren kritisiert und es wird von häufigen falsch negativen Ergebnissen berichtet. Im Ergebnis führte das z. B. bei mehrfach hintereinander getesteten Patienten dazu, dass der Status immer wieder zwischen positiv, negativ und unklarem Ergebnis wechselte. Das Problem wird hier aber nicht auf der „technischen“ Seite des Tests gesehen, sondern in der richtigen Ausführung und Handhabung. In einer Untersuchung von Abstrichergebnissen von Patienten zeigte sich eine starke Abhängigkeit der Sensitivität vom Zeitpunkt seit der Exposition mit dem Virus und dem Krankheitsverlauf. Am Tag nach dem Kontakt mit einem positiv Getesteten konnte bei einem Drittel Virus-RNA nachgewiesen werden. Am Tag des Symptombeginns war der Test bei 62 % der Patienten positiv. Die höchste Sensitivität wurde drei Tage nach Symptombeginn mit 80 % festgestellt. Drei Wochen nach Symptombeginn ließen sich noch bei rund einem Drittel der Patienten Virus-RNA nachweisen.
Ein positiver PCR-Test ist nicht gleichbedeutend mit Infektiosität: Der PCR-Test ist bei der empfohlenen Abstrichtechnik stets länger – in einigen Fällen mehrere Wochen – positiv, als vermehrungsfähige Viren nachweisbar sind. Die Infektiosität kann jedoch mittels des zum Testergebnis gehörenden Ct-Wertes abgeschätzt werden. Je höher dieser Wert, desto weniger Viruslast war vorhanden. Aufgrund bisheriger Erfahrungen gibt das RKI an, dass bei einem hohen Ct-Wert (> 30) entsprechend einem niedrigen Gehalt von Virus-RNA in den meisten Fällen keine Anzüchtbarkeit in Zellkulturen beobachtet werden konnte. Eine Verkürzung der Quarantänezeit aufgrund eines Testergebnisses wird allerdings nicht empfohlen, allerdings sei eine Entisolierung bei diesem schwach-positiven Testergebnis im Rahmen einer ärztlichen Einzelfallentscheidung möglich.
Zu Umfang und Bedeutung falsch-positiver Testergebnisse gibt das Robert Koch-Institut an, dass aufgrund des Funktionsprinzips des PCR-Tests und der hohen Qualitätsanforderungen die analytische Spezifität bei nahezu 100 % liege. Daraus folgert das RKI, dass bei korrekter Durchführung der Tests und fachkundiger Beurteilung der Ergebnisse von einer sehr geringen Zahl falsch-positiver Befunde auszugehen sei und die Einschätzung der Lage nicht verfälscht werde. Dem entspricht auch die Einschätzung der Nationalen Akademie der Wissenschaften: Sie betont, dass die Quote von falsch positiven PCR-Testergebnissen erheblich geringer ist als anhand der bloßen technischen Spezifitätsdaten einzelner Tests angegeben, da initial positive Ergebnisse in der Praxis stets einer Bestätigungstestung unterzogen werden.
Womöglich werden zu wenige Proben, Proben von den falschen Stellen oder Proben auf die falsche Art entnommen. Das kann dazu führen, dass das Virus in der Probe fehlt, aber im Menschen trotzdem vorhanden ist. Der Test fällt dann „technisch-korrekt“ negativ aus, obschon der Mensch Spuren des Virus in sich trägt.
Aus der oben erwähnten systematischen Überprüfung der Tests verschiedener Hersteller durch die Foundation for Innovative New Diagnostics in Genf im Juni 2020, bei der die Sensitivität anhand von jeweils 50 positiven Proben bestimmt wurde, ergab sich, dass die Sensitivität eine Spannweite von 90,00 % bis 100,00 % hatte. Andere, konservativere Daten aus klinischen Praxistests liegen bei 63 % für Proben aus der Nase, 32 % bei Rachenabstrichen, 48 % bei Stuhlproben, 72–75 % bei Spucktests und 93–95 % bei bronchialer Flüssigkeit.

#### Entwicklung
Die erste Version des real-time RT-PCR-Assays ist erstellt worden, bevor die Genomsequenz von SARS-CoV-2 veröffentlicht war. Für das Primerdesign wurden hier noch das erste SARS-assoziierte Coronavirus SARS-CoV-1 und weitere, bei Fledermausarten vorkommende SARS-assoziierte Coronaviren (Sarbecoviren) verwendet. Nach der Veröffentlichung der Genomsequenz wurden die Primer ausgewählt, die für den Nachweis von SARS-CoV-2 geeignet sind.
Die molekularbiologische Nachweismethode, die im Konsiliarlabor an der Charité verwendet wird, wurde in Zusammenarbeit mit der Berliner Biotechnologiefirma TIB Molbiol im Schnellverfahren entwickelt, eine erste Version war bereits am 13. Januar 2020 verfügbar. Dazu haben chinesische Wissenschaftler bereitwillig unveröffentlichte Befunde beigetragen. Von internationalen Forschungsnetzen kamen grundlegende Daten, und die globale Sektion des Europäischen Virus-Archivs (EVAg) lieferte notwendige Produkte (SARS-CoV-1-RNA und RNA-Transkripte) für die Assays. Auch weitere Gruppen von Wissenschaftlern haben ihre entwickelten Methoden veröffentlicht. Dabei handelt es sich um PCR-Protokolle oder Auflistungen geeigneter Primer und deren für die RT-PCR verwendete Stoffmengenkonzentration, beispielsweise von den Centers for Disease Control and Prevention (CDC) in den USA, den CDC in China oder der Universität Hongkong. Sie unterscheiden sich darin, welche Gene der Virus-RNA nachgewiesen werden, beispielsweise das N-Gen (N für das Nukleokapsid-Phosphoprotein), das ORF1ab-Gen (codiert für das ORF1ab-Polyprotein) oder das Gen für das Spike-Protein. Von der in Berlin entwickelten Nachweismethode wurden in den ersten zwei Monaten bereits 40.000 Testkits, zur Untersuchung von 4 Millionen Proben, in über 60 Länder verkauft.
In Deutschland wurde im März 2020 eine Methode vorgestellt, bei der Proben mehrerer Testpersonen zusammengeführt und gemeinsam getestet werden. Daher lassen sich, so die Forscher, mit vergleichbarem Aufwand deutlich mehr Personen testen als mit herkömmlichen Verfahren, sofern die untersuchten Personen eine geringe Infektionswahrscheinlichkeit aufweisen. Damit ließe sich, so die Forscher, in Deutschland die Zahl der täglichen Untersuchungen auf 200.000 bis 400.000 steigern.

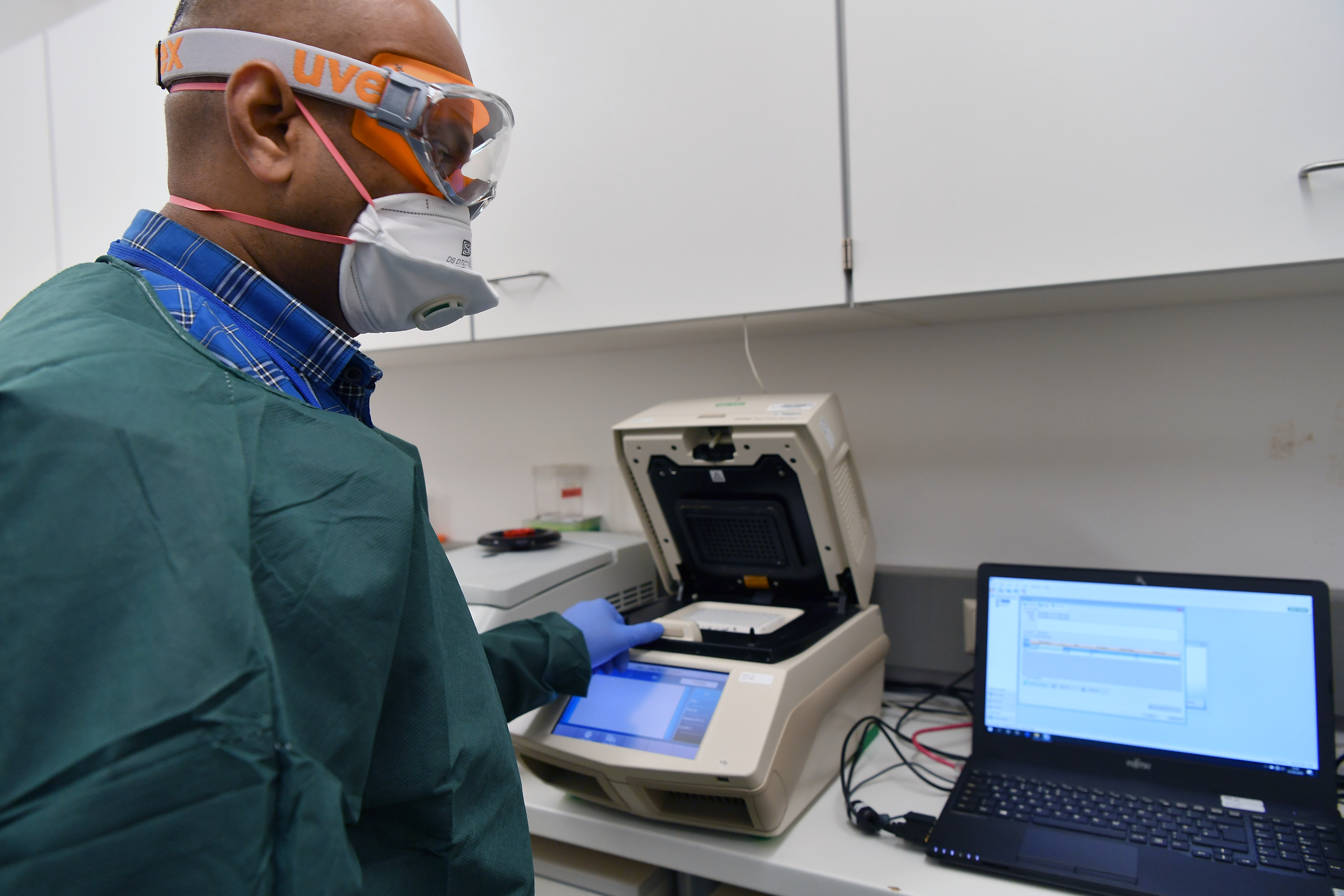
Auswertung eines Realtime-PCR-Schnelltests

Ende Januar 2020 hatte Xinhua berichtet, dass die chinesische Behörde National Medical Products Administration (NMPA) am 26. Januar vier Testkits eines neuen Testverfahrens zugelassen habe. Das Assay ist von dem Biotechnologieunternehmen Sansure Biotech aus Changsha entwickelt worden. Mit Hilfe der dafür geeigneten Laborautomatisierung sollen Testergebnisse bereits nach 30 Minuten vorliegen. Die staatliche Nachrichtenagentur teilte weiterhin mit, dass eine in Wuxi in der östlichen Provinz Jiangsu ansässige Firma in Zusammenarbeit mit dem National Institute for Viral Disease Control and Prevention eine Schnellmethode entwickelt habe. Mit dem Testkit soll das Virus innerhalb von 8–15 Minuten nachgewiesen werden, die Firma könne täglich so viele Testkits produzieren, dass damit die Untersuchung von 4000 Proben möglich sei und das Verfahren soll bereits in der Provinz Hubei eingesetzt worden sein. Die Xinhua-Meldungen enthalten keinen Hinweis auf die dabei verwendeten molekularbiologischen Methoden. Weiterhin wird an der chinesischen Tianjin-Universität in Zusammenarbeit mit einer Pekinger Biotechnologiefirma ein Schnellverfahren entwickelt, bei dem nach 15 Minuten Resultate vorliegen sollen. Es befindet sich im Probeeinsatz (Stand Februar 2020).
Forscher der Hong Kong University of Science and Technology meldeten Anfang Februar 2020 die Entwicklung eines tragbaren Gerätes, mit dem SARS-CoV-2 innerhalb von 40 Minuten nachweisbar sein soll. Für das im Vergleich zur herkömmlichen qRT-PCR schnellere Verfahren werden modifizierte Chip-Thermocycler verwendet. Auch Forscher des Institute for Health Innovation & Technology (iHealthtech) an der National University of Singapore berichteten im Februar 2020 darüber, eine Schnellmethode zu entwickeln. Sie basiert auf der seit 2018 verwendeten enVision-Technologie, mit der Nukleinsäuren innerhalb von 30 bis 60 Minuten nachgewiesen werden. Es wird geschätzt, dass bis zur Marktreife des neuen Testverfahrens noch mehrere Monate benötigt werden.
Eine deutsche Forschergruppe der Universität Bonn um Hendrick Streeck hat im April 2020 die Ergebnisse einer Schnelltestvalidierung vorgestellt. Hierbei wurde der CoV-2 Rapid Test im Rahmen eines Screenings der Bevölkerung getestet und mit parallel gewonnenen Proben zur PCR-Diagnostik verglichen. Von insgesamt 49 Personen waren 22 positiv in der PCR; der Schnelltest erkannte jedoch nur acht davon richtig als positiv (Sensitivität 36,4 %). Von den 27 PCR-negativen Personen wurden durch den Schnelltest 24 richtig als negativ diagnostiziert (Spezifität 88,9 %).

### Antigen-Schnelltests

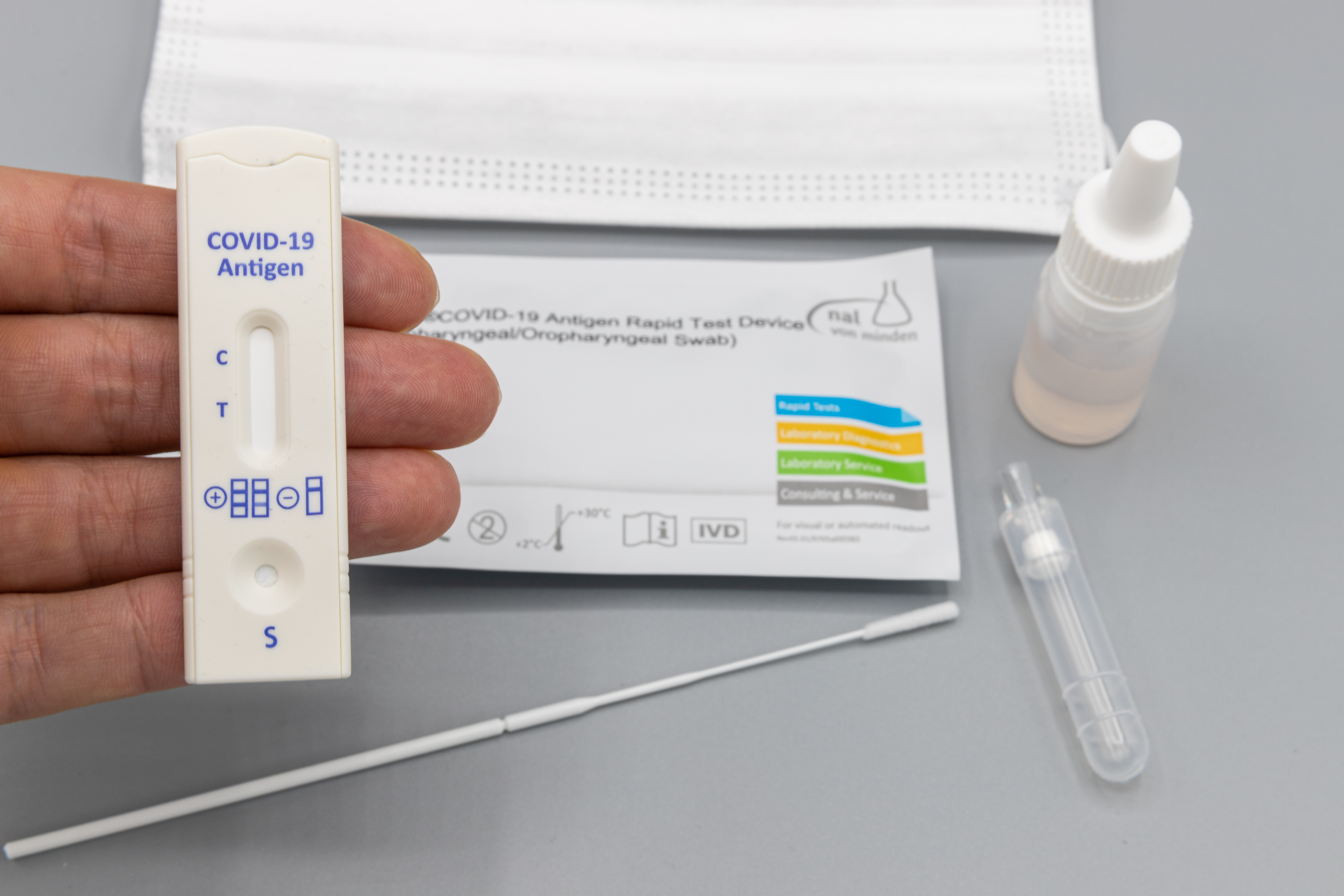
Corona Antigen Schnelltest-Set

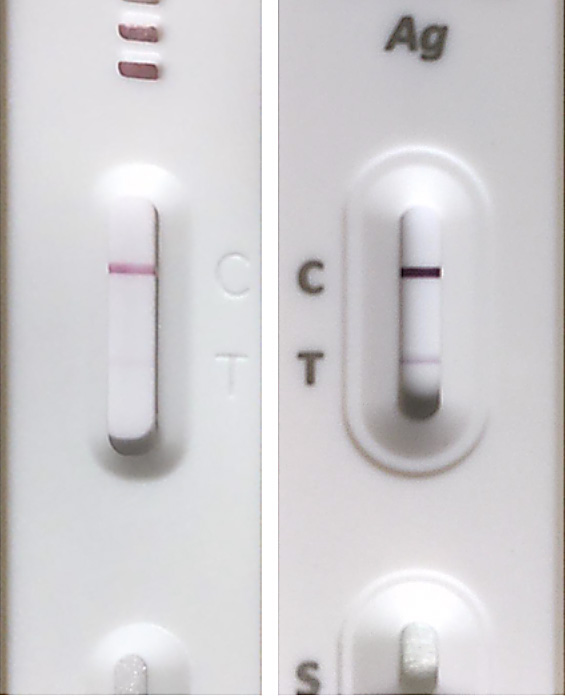
Vergleich Sensitivität: Zwei verschiedene SARS-CoV-2-Schnelltests zum Nachweis viraler Antigene: mit 86 % (links) bzw. 90 % (rechts) Gesamt-Sensitivität. Beide positiv (auch der leichte Hauch links gilt als positiv).

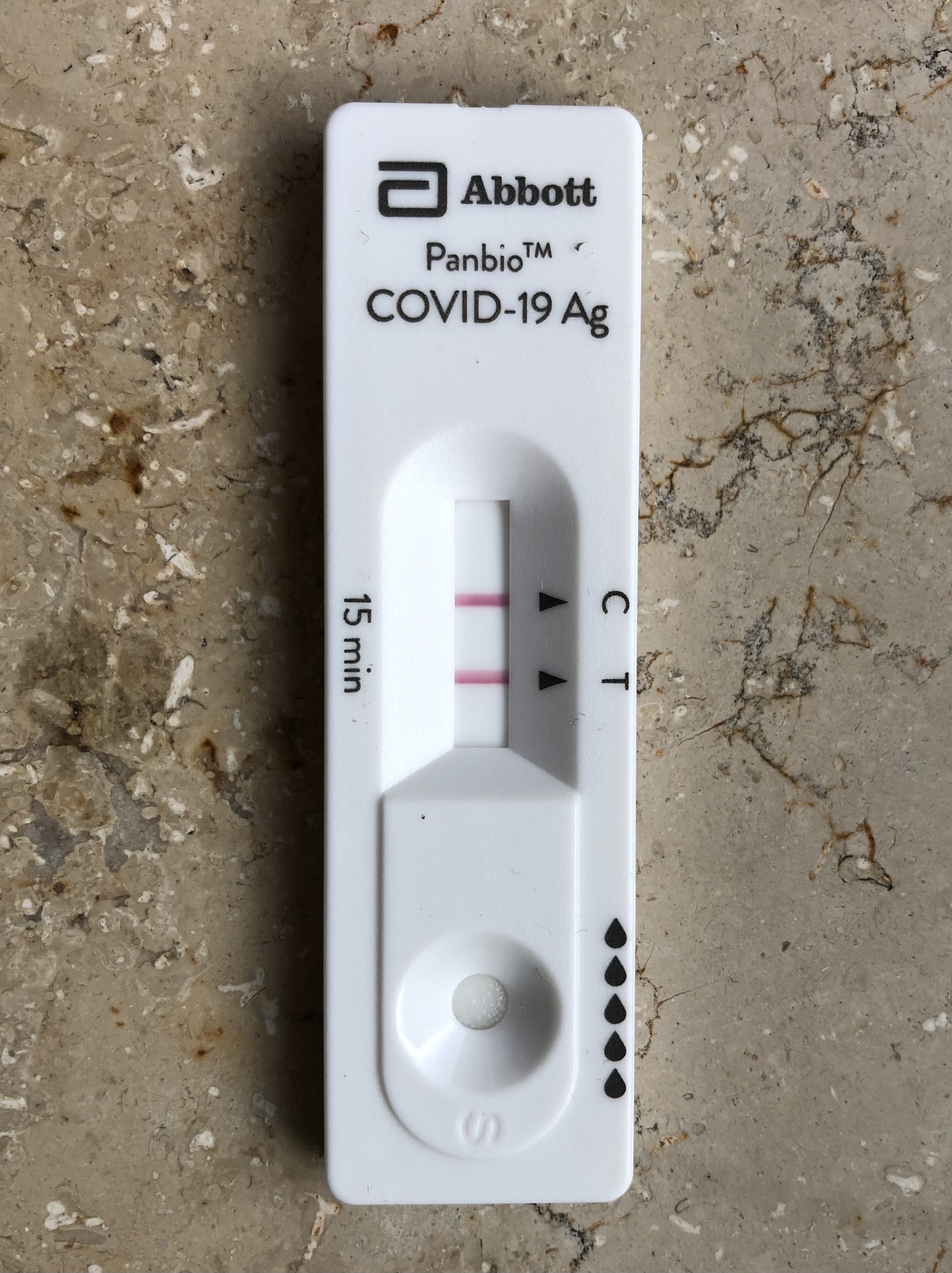
SARS-CoV-2-Schnelltest mit positivem Ergebnis

Antigen-Tests zum Nachweis von SARS-CoV-2 weisen keine Antikörper nach, die vom Infizierten gebildet wurden, sie sind also keine Antikörpertests. Antigen-Tests weisen vielmehr spezifische Proteine (Eiweiße aus der Hülle des Virus) nach und testen somit, ob aktuell eine Infektion vorliegt. Hierfür gibt es verschiedene Varianten von Antigen-Tests. Ihre „Auswertung erfolgt vor Ort innerhalb von 15 bis 30 Minuten. Das Ergebnis ist jedoch nicht so verlässlich wie beim PCR-Test.“
Antigen-Schnelltests im engeren Sinne sind entweder fluoreszenz- oder chemilumineszenz-basierte Teste, bei denen das Virusprotein anhand einer bestimmten Färbung nachgewiesen wird und die ein Auswertegerät benötigen, oder Lateral-Flow-Tests zur unmittelbaren visuellen Auswertung vor Ort. Grundsätzlich sind Sensitivität und Spezifität der Tests geringer als bei PCR-Tests.

#### Sensitivität und Spezifität
Anfang 2021 durchgeführte unabhängige Evaluierungen verschiedener Tests deuteten darauf hin, dass sich Sensitivität und Spezifität von Antigen-Schnelltests in der Praxis deutlich von den Herstellerangaben unterscheiden können und dass zwischen den unterschiedlichen Tests erhebliche Leistungsunterschiede bestehen. Beispielsweise fand ein Vergleich von 7 Tests Spezifitätswerte zwischen 98,53 % und 100 % bei 5 Produkten, mit zwei Ausreißern mit 94,85 % und 88,24 % Spezifität. Im November 2021 veröffentlichte das Paul-Ehrlich-Institut (PEI) die Ergebnisse von Qualitätskontrollen bei Antigentests von verschiedenen Herstellern. Je nach Viruslast ergeben sich sehr unterschiedliche Sensitivitäten (kleinerer Ct-Wert = besseres Testresultat).
Nach Mitteilung der US-amerikanischen Arzneimittelbehörde FDA weisen erste Studien in den USA darauf hin, dass einige Antigenschnelltests nicht empfindlich genug sind, um eine SARS-CoV-2-Infektion auch im Fall der Omikron-Variante nachzuweisen. Nun bewertete das Paul-Ehrlich-Institut (PEI) im Rahmen einer vergleichenden Untersuchung die in Deutschland angebotenen Antigentests hinsichtlich ihrer Sensitivität. Bis zum 14. Dezember 2021 durchliefen 245 Antigentests die Evaluierung durch das Prüflabor am Paul-Ehrlich-Institut: 199 Tests (80 Prozent) bestanden die Untersuchung, 46 Produkte zeigten in der Vergleichsuntersuchung nicht die geforderte Empfindlichkeit von 75 %. Auf Grundlage der Datenlage geht das PEI davon aus, dass die allermeisten der untersuchten und positiv bewerteten Antigentests eine SARS-CoV-2-Infektion mit der Omikron-Variante nachweisen können.
Eine andere Studie, die zwischen verschiedenen Virenlasten unterscheidet, sieht bei mittlerer Virenlast jedoch eine geringe Sensibilität von unter 10 %.
Das PEI veröffentlicht sowohl alle positiv als auch alle als negativ bewerteten Tests inklusive der jeweiligen Prüfergebnisse und informiert das Bundesinstitut für Arzneimittel und Medizinprodukte (BfArM) über durchgefallene Antigentests; das BfArM streicht diese daraufhin von seiner Liste der erstattungsfähigen Antigen-Schnelltests.
Wegen der geringeren Spezifität – d.h.höhere Wahrscheinlichkeit von falsch-positiven Ergebnis – von Antigen-Schnelltests sollte ein positives Ergebnis grundsätzlich mittels PCR-Test bestätigt werden.
Hat ein Antigentest eine geringe Sensitivität – d. h. höhere Wahrscheinlichkeit von falsch-negativem Ergebnis – schließt ein negatives Testergebnis eine SARS-CoV-2-Infektion nicht ausreichend aus. Insbesondere in der Frühphase einer Corona-Infektion kann es dazu kommen, dass Infektionen nicht erkannt werden. Nach Einschätzung der Nationalen Akademie der Wissenschaften bilden Antigentests daher nur eine Momentaufnahme der Viruslast der getesteten Person. Ein negatives Ergebnis eines solchen Tests hat demnach nur eine Gültigkeit von etwa einem Tag.

#### Formen

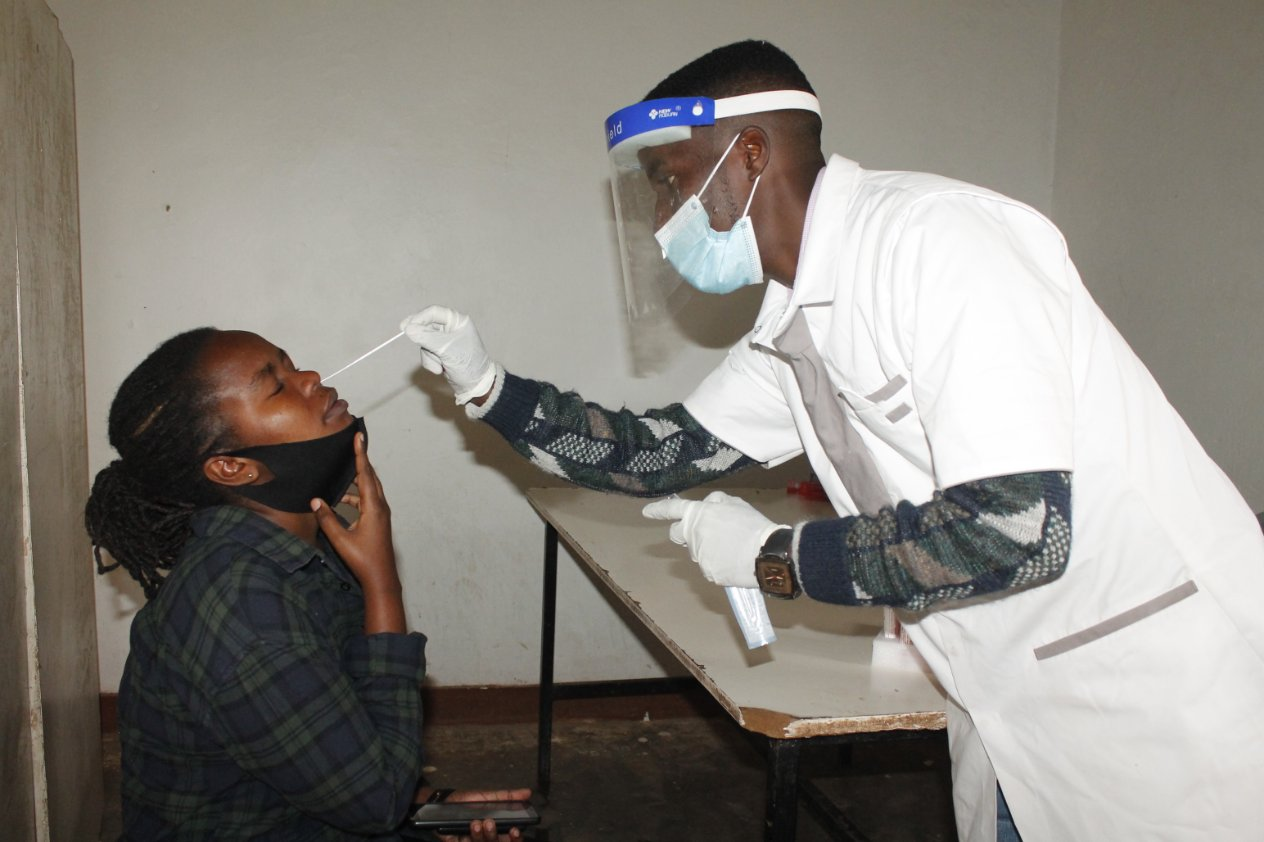
Nasopharyngeal-Abstrich für einen Antigen-Schnelltest (Ruanda)

Antigen-Schnelltests kommen in verschiedenen Formen vor, die zwar technisch alle demselben Prinzip folgen, aber praktisch unterschiedlich angewandt werden:
- Nasenabstrich: „Bei dieser Testvariante entnimmt die Testperson das Probenmaterial durch einen Abstrich mit einer Art dünnem Wattestäbchen aus dem vorderen Nasenbereich.“
- Spucktests: „Es gibt auch die Möglichkeit, das Virus im Speichel nachzuweisen. Bei manchen Tests muss daher eine gewisse Menge Speichel in ein Röhrchen gespuckt werden.“
- Gurgeltests: „Bei diesen Tests wird mit einer speziellen, ungiftigen Flüssigkeit (oft handelt es sich um Salzlösung) für eine bestimmte Zeit gegurgelt. Die Gurgelflüssigkeit wiederum wird dann auf Virusbestandteile getestet.“
- Lollipop-Test/Lolli-Test: Hierbei lutscht der zu Testende für kurze Zeit an einem Wattestab. Der daran haftende Speichel wird daraufhin getestet. Das Verfahren wurde vor allem bei Kindern angewandt, die den Nasenabstrich oftmals als unangenehm empfanden.[49]
- Pooling-Test: Bei dieser Methode werden die Proben mehrerer Personen (meistens in Form von Speichel) gesammelt und gemeinsam ausgewertet. Dies beschleunigt das Verfahren und spart Kosten sowie Material. Ist der Test negativ, kann gefolgert werden, dass alle Probanden negativ sind. Ist er hingegen positiv, erfolgt eine Nachtestung aller Einzelpersonen, um den Infizierten zu identifizieren.[9]

Da die Viruskonzentration im hinteren Nasenbereich 10- bis 100-fach höher ist als im Rachen oder gar im reinen Speichel, ist jedoch grundsätzlich ein (tiefer) nasaler Abstrich als Standard-Methode zu bevorzugen.

#### Einsatz als Selbsttest

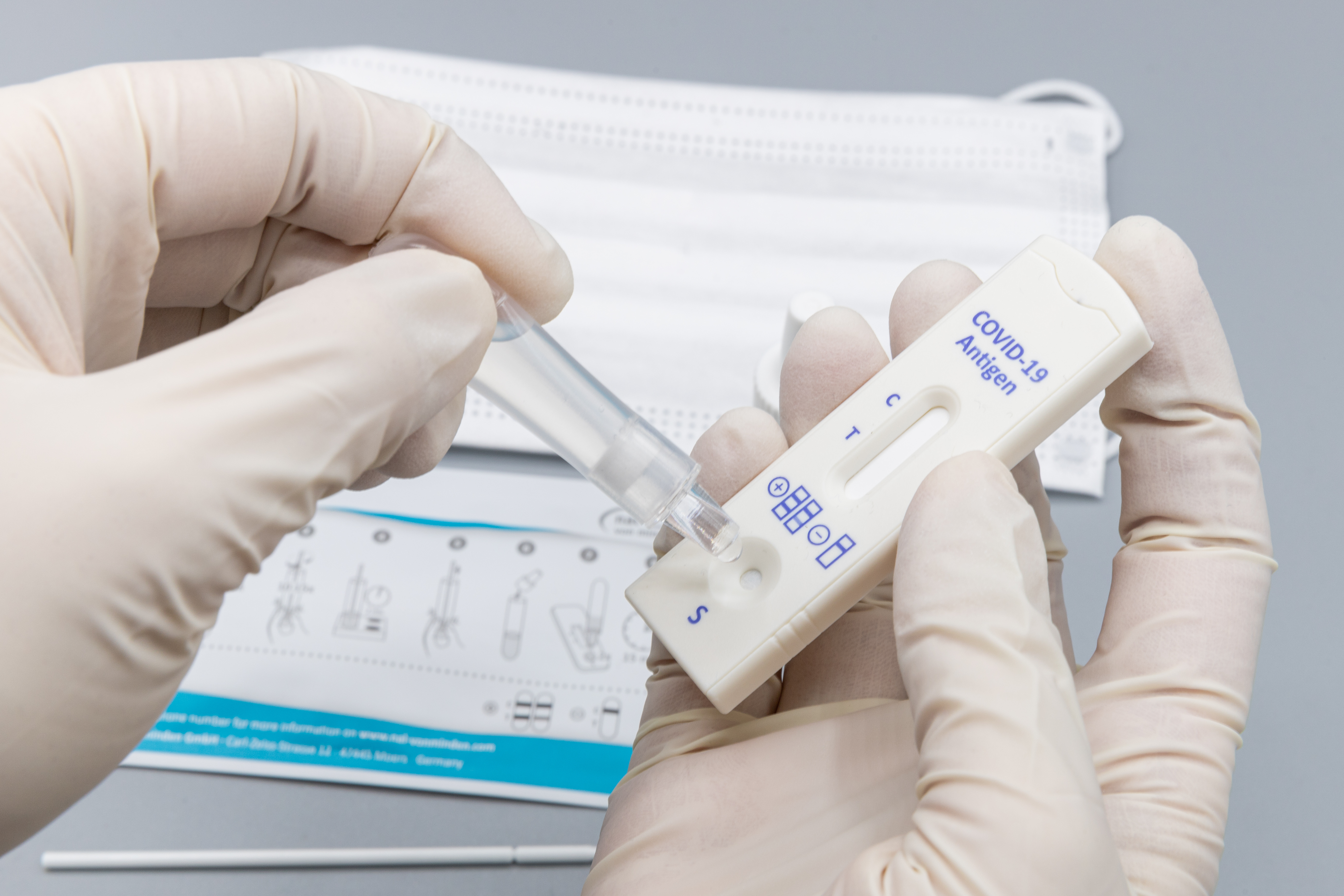
Aufbringen der Probe auf das Testkit

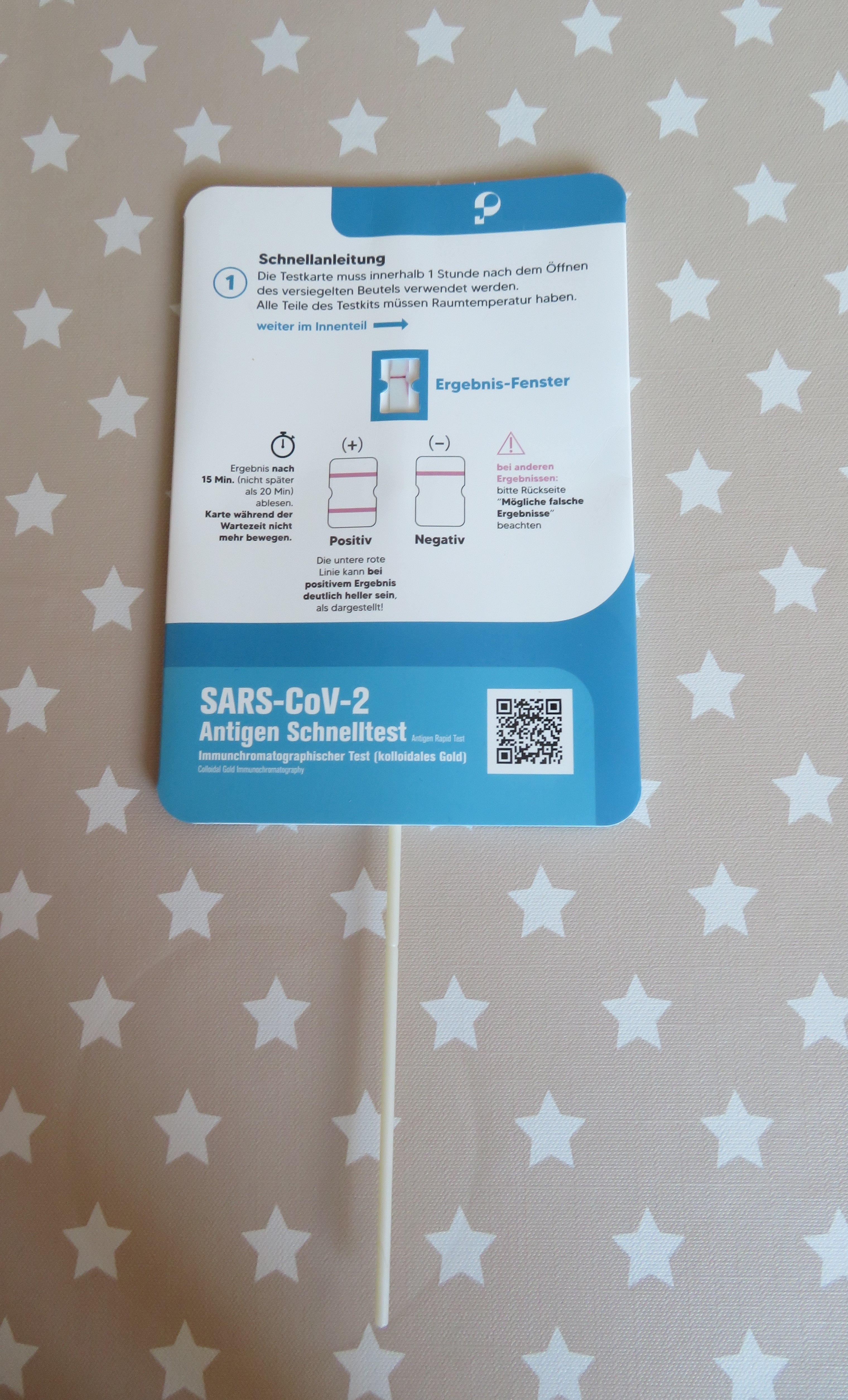
Testkarte für einen nasalen Selbsttest mit schon eingelegtem Teststäbchen und Anzeige des Ergebnisses

Antigen-Schnelltests können prinzipiell auch von ungeschultem Personal in Eigenanwendung benutzt werden. Die Selbstanwendung wurde jedoch lange Zeit nicht zugelassen, weil erst nachgewiesen werden musste, dass „die Probenentnahme und -auswertung entsprechend einfach“ ist und somit von jedermann verlässlich durchgeführt werden kann. Mittlerweile sind Schnelltests zur Eigenanwendung im Einzelhandel erhältlich.
Der Ablauf eines nasalen Selbsttests erfolgt in folgenden Schritten:
1. Vorbereitung: Desinfektion der Hände, Entnahme des Tests
2. Probenentnahme: Das Wattestäbchen wird mehrere Zentimeter in die Nase eingeführt und für einige Sekunden gedreht. (Andere Testformen siehe oben)
3. Entwicklung: Das Stäbchen wird in das Reagenzröhrchen mit der Trägerflüssigkeit gesteckt, gedreht und gequetscht (bei Spuck-Tests wird der Speichel mit der Flüssigkeit gemischt). Damit wird entnommenes Material in die Trägerflüssigkeit übertragen. Daraufhin wird das Röhrchen verschlossen und geschüttelt.
4. Testdurchführung: Die Flüssigkeitsprobe wird in das Loch am Ende des Testkits gegeben (siehe Bild). Sie zieht daraufhin langsam auf dem Trägerpapier nach oben.
5. Ablesung: Erscheint dort nach 15 Minuten nur der Kontrollstreifen (C-Strich), ist der Test negativ. Erscheint der zweite Teststreifen (T-Strich) – auch nur schwach – ist er positiv. Erscheint gar kein Streifen oder nur der T-Strich, ist er ungültig und muss wiederholt werden.

#### Verlässlichkeit
Das Paul-Ehrlich-Institut hat in Zusammenarbeit mit dem Robert Koch-Institut (RKI) im Zeitraum September 2020 bis April 2021 insgesamt 122 Antigen-Schnelltests untersucht. 96 davon erfüllten die erforderlichen Kriterien, 20 mit sehr guten Ergebnissen. 26 Tests boten hingegen nicht die geforderte Sensitivität und produzierten gehäuft falsch-negative Ergebnisse. Die Schnelltests haben besonders häufig bei infizierten Personen ohne Krankheitssymptome versagt. Beim Antigen-Schnelltest ist eine größere Menge an Viren erforderlich als beim PCR-Test, um den Erreger nachzuweisen. Falsch negative Ergebnisse treten daher besonders häufig in einem sehr frühen Stadium der Erkrankung auf, weil infizierte Personen zu diesem Zeitpunkt oftmals noch zu wenig Viren ausscheiden, um von einem Antigen-Schnelltest erkannt zu werden.
Ende Dezember 2021 veröffentlichte die US-Gesundheitsbehörde FDA Untersuchungsergebnisse zu Antigentests auf die Omikron-Variante. Diese zeigten, dass Tests die Variante zwar erkennen, aber möglicherweise eine geringere Empfindlichkeit aufweisen als gegen frühere Varianten. Die Daten basierten auf Forschungsergebnissen mit lebenden Viren von echten Patienten. Eine Untersuchung des Paul-Ehrlich-Instituts vom selben Monat hielt die weitaus meisten von 245 untersuchten SARS-CoV-2-Antigentests für den Nachweis der Omikron-Infektion für geeignet und veröffentlichte dazu eine Übersichtstabelle.

### Antikörper-Tests

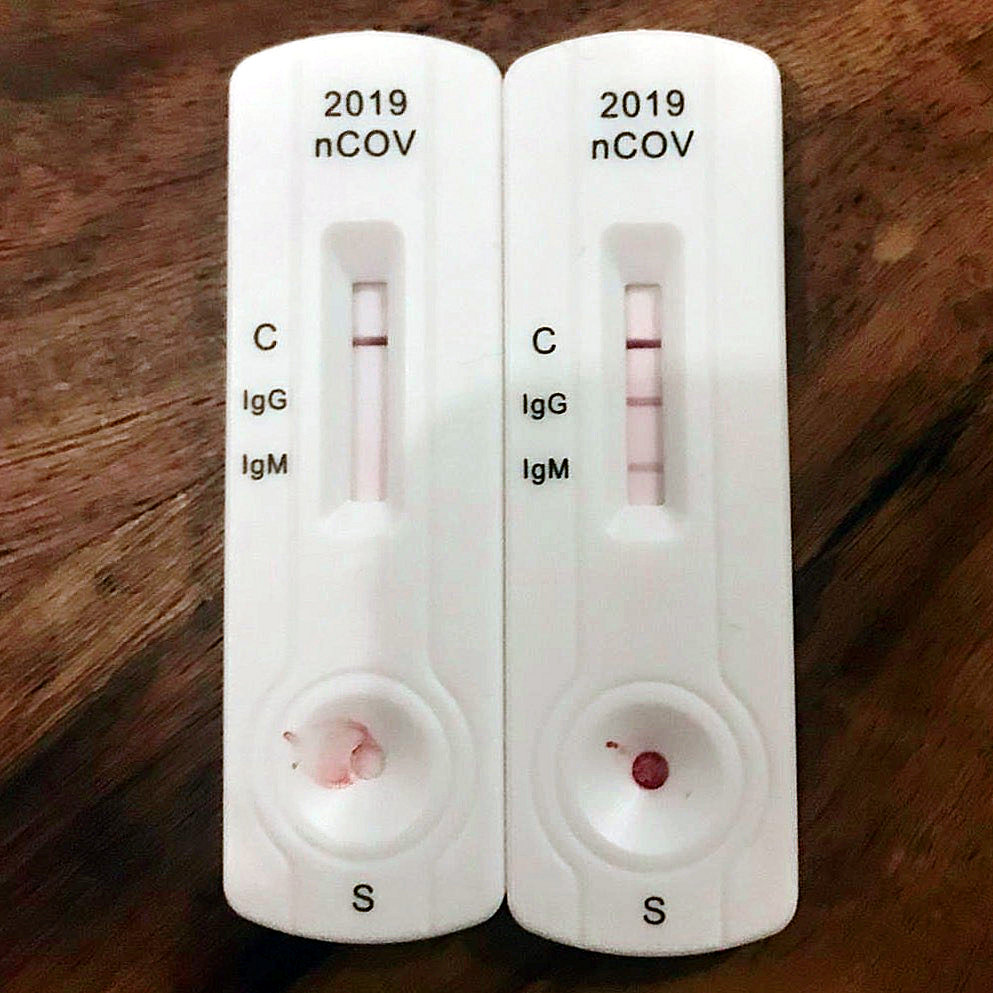
Lateral-Flow-Test für Antikörpernachweis IgG und IgM; linkes Test-Kit: negativer Befund; rechtes Test-Kit: positiver Befund

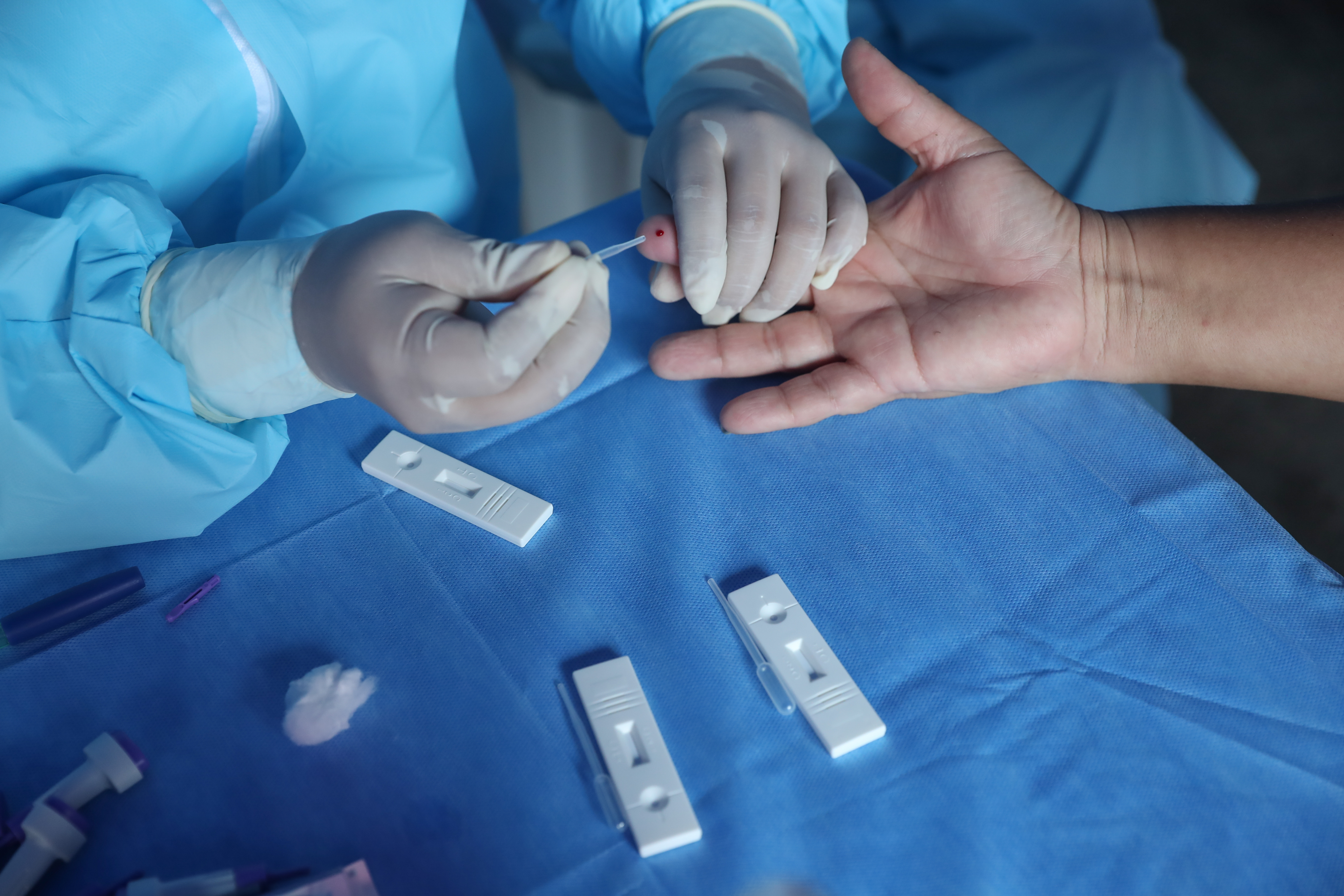
Durchführung des Antikörper-Schnelltests

Je nachdem, auf welche Antikörper geprüft wird, ist noch eine aktuelle Infektion nachweisbar (frühe Antikörper Immunglobulin M (IgM)) oder eine bereits abgeschlossene Infektion durch späte Antikörper Immunglobulin G (IgG), dieser Antikörperklassenwechsel wird als Serokonversion bezeichnet. Es gab den Vorschlag, IgM-Antikörpernachweise zur Diagnose akuter Infektionen zu nutzen, allerdings zeigte die Untersuchung chinesischer Wissenschaftler von 535 Plasmaproben von 173 Patienten, dass im Zeitraum 1 bis 7 Tage nach Einsetzen der Symptome nur bei knapp 30 % der Patienten IgM nachweisbar waren, während es im Zeitraum 8 bis 14 Tage 73 % der Patienten waren. Damit kann der IgM-Antikörpernachweis die PCR-Testung nur ergänzen.
Die WHO und das Robert Koch-Institut in Deutschland rufen dazu auf, Serumproben von bestätigten oder Verdachtsfällen in der Akutphase zu sammeln und zu asservieren. Die WHO empfiehlt, die erste Probe in der ersten Krankheitswoche und die zweite Probe drei bis vier Wochen später zu nehmen. Damit lässt sich eine Serokonversion überprüfen. Nach Kontakt mit SARS-CoV-2 werden nach etwa drei Wochen (entspricht etwa zwei Wochen nach Auftreten der Symptome) die Antikörper Immunglobulin A (IgA) gebildet, nach etwa 4 Wochen die IgG-Antikörper. Bei der Untersuchung von 153 Patienten wurde ermittelt, dass die Serokonversion 20–30 Tage nach Einsetzen der Symptome erfolgt, also IgG-Antikörper in ausreichender Menge vorhanden sind. Antikörpertests auf IgA und IgG sind somit nicht für die Akutdiagnostik erkrankter Patienten gedacht und ersetzen nicht die PCR-Analytik. Ihre Ergebnisse liefern epidemiologische Daten, mit denen das Ausmaß des Ausbruchs ermittelt werden kann, und helfen bei der Überprüfung der Wirksamkeit von Impfstoffen.

#### Aussagekraft
Falls ein bestimmter Antikörper an mehr als einem Antigen bindet, handelt es sich um eine Kreuzreaktivität, die zu falsch positiven Testergebnissen führt, da mehr als das eigentliche Antigen reagiert. Als Antigene von SARS-CoV-2 sind beispielsweise das Nukleokapsidprotein (N) oder das Spikeprotein (S) als Ganzes bzw. alternativ die S1- und S2-Domäne. In der Literatur werden mögliche Kreuzreaktionen zu den Coronaviren SARS-CoV-1, MERS-CoV, HCoV-HKU1, HCoV-OC43, HCoV-NL63, HCoV-229E sowie bei Katzen und Schweinen vorkommende Coronaviren genannt.
Für die Methodenvalidierung serologischer Nachweise wird als Referenzmethode (auch als Goldstandard bezeichnet) der Neutralisationstest (NT), im Detail der Plaque-Reduktions-Neutralisationstest (PRNT) verwendet. Für die als Proben eingesetzten Patientenseren gilt, dass bei den Patienten zuvor das SARS-CoV-2 durch PCR nachgewiesen wurde bzw. bei den Kontrollen die anderen Coronaviren oder weiteren Viren. Für die Aussagekraft der Spezifität ist weiterhin wichtig, dass Proben mit Antikörpern gegen viele verschiedene Viren getestet werden.

#### Entwicklung
Die Weltgesundheitsorganisation (WHO) berichtete Mitte Januar 2020 über die Entwicklung von Antikörpernachweisen als serologische Untersuchung. Dadurch wird es ein Assay geben, beispielsweise ein Immunassay wie ELISA oder einen Lateral-Flow-Test, mit dem Antikörper aus Patientenproben (Blutserum) durch Antigen-Antikörper-Reaktion nachweisbar sind. Der Lateral-Flow-Test kann als Schnelltest (siehe oben) bezeichnet werden, im Sinne von Point-of-Care-Testing (deutsch: patientennahe Labordiagnostik), ein bekanntes darauf basierendes Beispiel ist der Schwangerschaftstest.

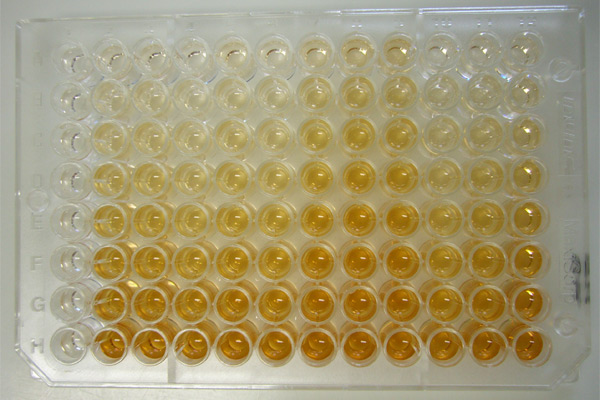
Mikrotiterplatte mit einem ELISA, hier „Anti human IgG“ Double Antibody Sandwich ELISA.

In einem chinesischen Forschungslabor wurden im Januar 2020 erste ELISA-Tests durchgeführt, als Antigen wurde das Nukleokapsidprotein (N) eines Fledermaus-Coronavirus mit Ähnlichkeit zu SARS-CoV-2 verwendet. Damit ließen sich in Serumproben eines Patienten die Antikörper IgG und IgM nachweisen und deren Titer über mehrere Tage während des Krankheitsverlaufes bestimmen. In einem zweiten Test wurden Serumproben, die 20 Tage nach den ersten Symptomen entnommen wurden, untersucht. Alle Patientenseren, aber nicht die Seren von Gesunden zeigten eine stark positive IgG-Reaktion, einige Patientenseren zeigten zusätzlich eine IgM-Reaktion, was auf eine aktuelle Immunantwort, also eine momentane Infektion hindeutet.
Seit März 2020 sind kommerzielle Antikörpernachweistests verfügbar. Im Rahmen der Validierung wurden zwei ELISA-Tests überprüft, die auf einer IgA- und IgG-Reaktion auf das S1-Protein basieren, dabei wurde eine eher geringe Spezifität festgestellt, da es zur Kreuzreaktivität mit dem Humanen Coronavirus OC43 kam und damit zu falsch positiven Ergebnissen. In der Sensitivität schnitt das IgA-ELISA besser ab. Allerdings basiert die Validierungsstudie nur auf einer geringen Anzahl von Patientenseren, einmal n=10 von drei COVID-19-Patienten, zum anderen n=31 von neun COVID-19-Patienten.

### Weitere Methoden

#### Genomanalyse
Laboratorien mit Ausstattung für eine Genomanalyse (DNA-Sequenzierung des Genoms), also einem Sequenzierautomaten, können SARS-CoV-2 auch auf diese Weise identifizieren. Vollständige Genomanalysen von SARS-CoV-2-Isolaten zum Vergleich sind beispielsweise in der Gendatenbank des National Center for Biotechnology Information (NCBI) oder über die GISAID-Plattform verfügbar.

#### Nukleinsäurenachweis

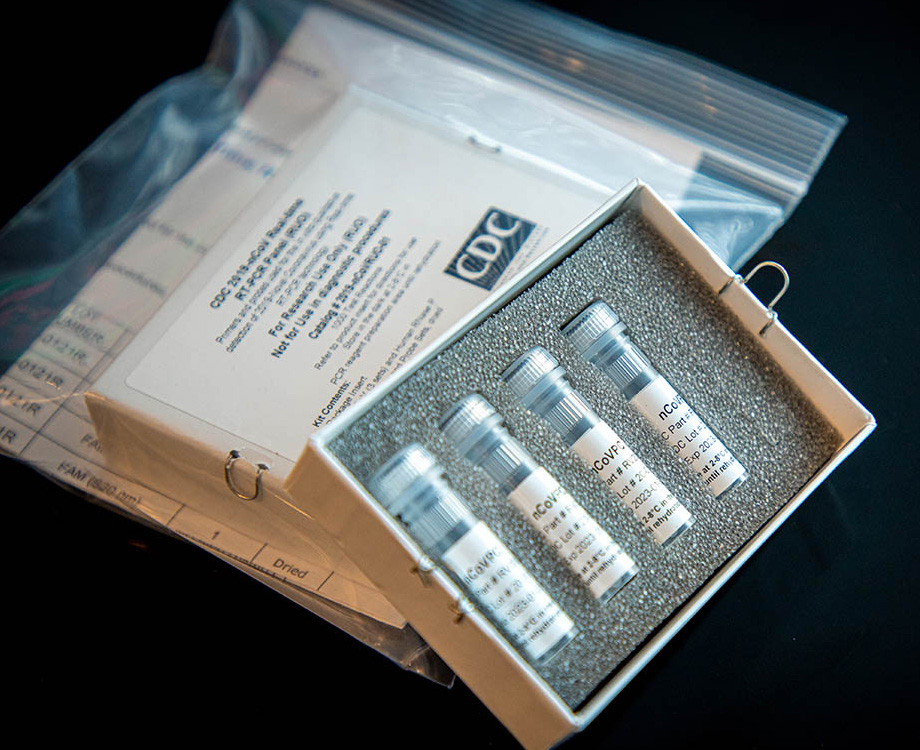
Testsystem der CDC zum Labornachweis des Virus.

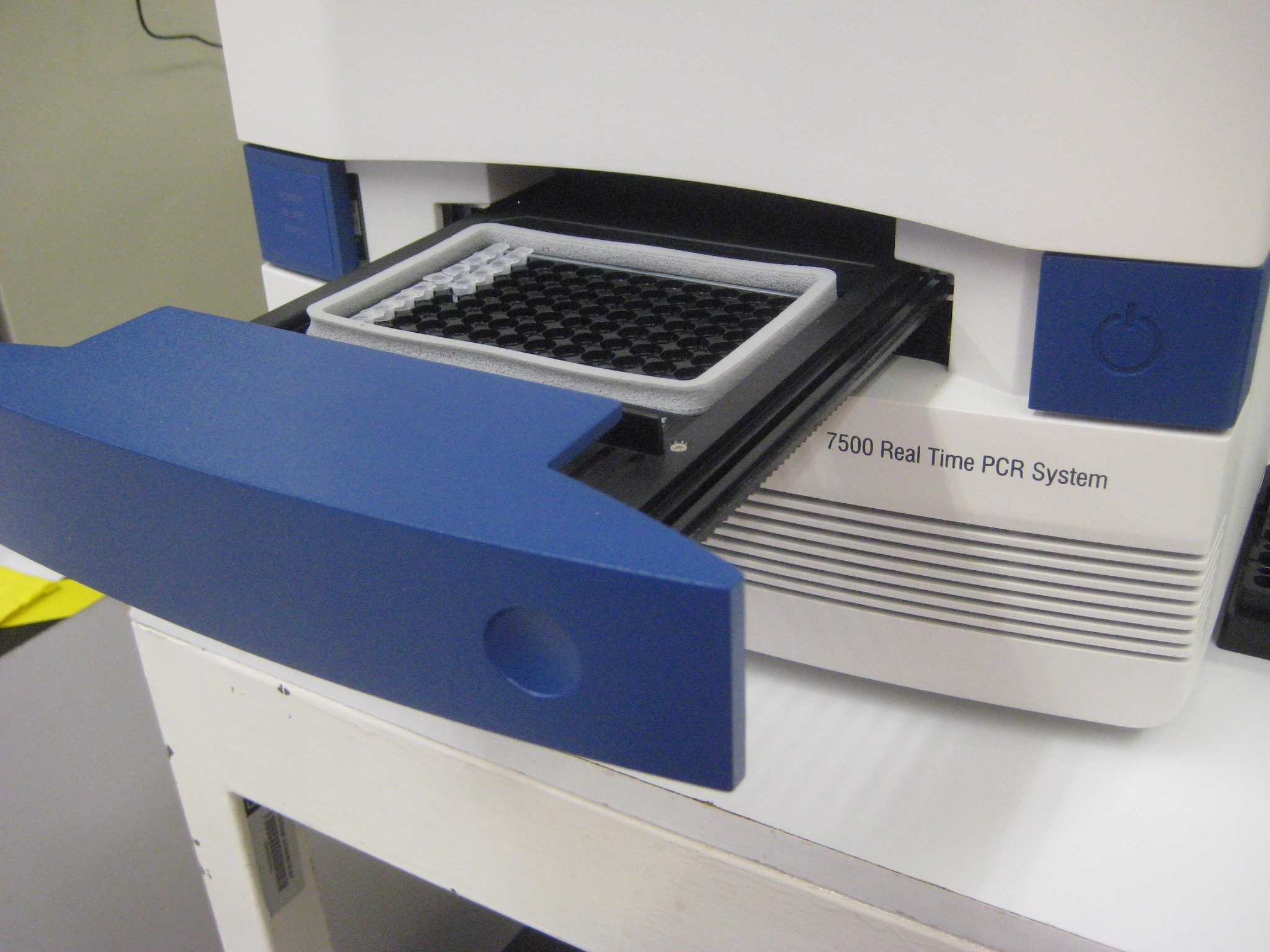
Für die Durchführung von NAAT benötigter Thermocycler, hier ein Modell, mit dem 96 Proben gleichzeitig behandelt werden können.

Die Weltgesundheitsorganisation (WHO) berichtete bereits Mitte Januar 2020 über die Entwicklung von vereinfachten molekularbiologischen Verfahren, die Nucleic Acid Amplification Technology (NAAT), deren Assays validiert wurden. Die NAAT-Methode beruht ebenfalls auf der RT-PCR, das fertig zusammengestellte Assay bietet jedoch den Vorteil, einfacher in der Handhabung zu sein und lässt sich von entsprechend ausgestatteten Routine-Laboratorien verwenden.
Am 5. Februar 2020 gab die US-amerikanische Behörde CDC bekannt, ein derartiges Assay für die Anwendung in akkreditierten Diagnoselaboratorien zur Verfügung zu stellen. Das Assay wird als Centers for Disease Control and Prevention (CDC) 2019-Novel Coronavirus (2019-nCoV) Real-Time Reverse Transcriptase (RT)-PCR Diagnostic Panel bezeichnet und ist für den Nachweis sowohl von SARS-CoV-2 als auch SARS-ähnlicher Coronaviren in Proben der oberen und unteren Atemwege von Patienten vorgesehen. Zuvor erfolgte eine beschleunigte Zulassung durch die Gesundheitsbehörde Food and Drug Administration (FDA), somit darf das Assay seit 4. Februar 2020 auch außerhalb von Forschungseinrichtungen verwendet werden. Ein Testkit ermöglicht die Untersuchung von 700 bis 800 Proben, 100 dieser Packungen gingen an US-amerikanische Labore, weitere 100 an internationale Laboratorien, die beispielsweise im Auftrag der WHO Untersuchungen durchführen. Die Untersuchung dauert von der Probevorbereitung bis zum Vorliegen der Ergebnisse etwa vier Stunden. Das Hamburger Unternehmen Altona Diagnostics sowie das Darmstädter Unternehmen R-Biopharm bieten seit Februar 2020 ein ähnliches Testkit für die RT-PCR an, das ebenfalls weltweit vertrieben wird. Ein Testkit ermöglicht die Analyse von etwa 100 Proben. Allerdings sind diese bisher nur für die Verwendung in der Forschung zugelassen.

#### TMA
Die TMA ist eine Methode zur Detektion von RNS- und DNS-Sequenzen auf der Basis einer autokatalytischen Amplifikation. Sie steht seit 2020 für die SARS-CoV-2-Analytik zur Verfügung und ist einfacher handhabbar und liefert schneller Ergebnisse als die PCR.

#### Kartuschentest
Bei einem Kartuschensystem wird ein technisch aufwändiges, aber dennoch von den Größenabmessungen transportables Gerät (englisch analyzer) verwendet, in dem eine dafür konstruierte Kartusche (englisch cartridge) eingesetzt wird. Die Kartusche wird zuvor mit dem Probenmaterial, z. B. dem Abstrichtupfer bestückt, weitere Chemikalien und biologische Arbeitsstoffe für die Probevorbereitung und die Analyse sind in der Kartusche enthalten. Die für den Einmalgebrauch konzipierte Kartusche verkürzt die Dauer bis zum Vorliegen des Testergebnisses und bietet für den Benutzer den Vorteil, den Kontakt mit den Infektionserregern zu minimieren. Kartuschentests, auch als engl. panel bezeichnet, werden seit 2018 für die Diagnostik von Krankheitserregern, die Atemwegserkrankungen verursachen, eingesetzt. Die Methode basiert auch hier auf der RT-qPCR, der real-time quantitativen Reverse-Transkriptase-Polymerase-Kettenreaktion, da aber gleichzeitig Gene mehrerer Krankheitserreger analysiert werden, wird sie der Multiplex-PCR zugerechnet.
Das Biotechnologieunternehmen Qiagen N.V. entwickelte am Standort in Hilden einen Kartuschentest als Schnelltest, der auf einem bereits international für die Diagnostik von Krankheitserregern zugelassenen Verfahren basiert, mit dem sich u. a. SARS-assoziierte Viren und EHEC nachweisen lassen. Das Verfahren wurde um den Nachweis der im SARS-CoV-2-Genom vorhandenen Gene ORF1b und E erweitert und die Ergebnisse wurden mit denen der RT-PCR-Methode verglichen. Das Unternehmen arbeitete mit der WHO zusammen, um eine Validierung zu erreichen. Das tragbare Diagnosegerät ist für den Einsatz in Arztpraxen oder an Flughäfen geeignet. Als Probenmaterial ist ein Abstrich aus dem Rachenraum oder eine Blutprobe geeignet, Testergebnisse liegen innerhalb von 60 Minuten vor. In Deutschland ist die vorläufige Zulassung durch das Bundesinstitut für Arzneimittel und Medizinprodukte beantragt. Die Diagnosegeräte wurden im Februar 2020 in französischen und chinesischen Krankenhäusern getestet und erhielten die Zulassung der US-amerikanischen und europäischen Behörden (Stand 27. März 2020). Im Vergleich zur routinemäßig eingesetzten RT-qPCR-Methode sind Kartuschentests teurer, zudem wird das dazugehörige Analyse-Gerät benötigt.
Zwei weitere Diagnostik-Firmen in Deutschland entwickeln ebenfalls derartige Schnelltests. Die US-amerikanische Firma Cepheid Inc hat im März 2020 eine beschleunigte Zulassung durch die FDA erhalten. Auch hier handelt es sich um ein Kartuschensystem auf der Basis von RT-qPCR mit dazugehörigem Analyzer, Testergebnisse sollen nach 45 Minuten vorliegen. Von den passenden Analyse-Geräten werden zurzeit weltweit etwa 23.000 verwendet, zumeist in Krankenhäusern, ein Analyzer kann bis zu vier Kartuschen gleichzeitig aufnehmen (Stand 27. März 2020). Die Robert Bosch GmbH entwickelte zusammen mit der britischen Firma Randox Laboratories ebenfalls einen Kartuschentest, mit dem Testergebnisse nach 2,5 Stunden vorliegen sollen. Das Testsystem kam im April 2020 auf den Markt, zuerst nur mit einer Zulassung für Forschungseinrichtungen. Im September 2020 wurde eine verkürzte Analyszeit von 39 Minuten veröffentlicht; im Dezember 2020 eine Zeit von unter 30 Minuten.

#### Zellkultur
Die Vermehrung des Virus zu Forschungszwecken in einer Zellkultur ist unter anderem in China, Australien, Frankreich, Deutschland und den USA gelungen. Die chinesischen Wissenschaftler verwenden hierbei Epithelzellen des menschlichen Atemtrakts, die das mehrschichtige mukoziliäre Epithelgewebe (Flimmerepithel) simulieren, ebenso werden die Zelllinien Vero E6 und Huh-7 (isoliert aus humanem Leberkarzinom) eingesetzt.

## Deutschland
Der Erregernachweis sowie Krankheits- und Todesfälle in Bezug auf COVID-19 sind seit dem 1. Februar 2020 meldepflichtig (§ 6 Abs. 1 Satz 1 Nr. 1 lit. t, § 7 Abs. 1 Satz 1 Nr. 44a IfSG). Zur Testung von Patienten auf Infektion mit dem neuartigen Coronavirus SARS-CoV-2 hat das Robert Koch-Institut gem. § 4 Abs. 2 Nr. 1 IfSG Hinweise erstellt.

### Wer wird getestet?
Einen Anspruch auf Testung hatten
- symptomatische Personen mit Verdacht auf COVID-19 im Rahmen einer ambulanten Kranken- oder Krankenhausbehandlung (§ 27, § 39 SGB V)[83]
- vom 11. Oktober 2021 bis 28. Februar 2023 asymptomatische Personen nach der Coronavirus-Testverordnung (§ 1 Abs. 3 TestV):
  - nachweislich infizierte Personen in Absonderung und Personen, die in den letzten 14 Tagen Kontakt zu einer mit dem Coronavirus SARS-CoV-2 infizierten Person hatten (Kontaktpersonen) einschließlich Personen, die über die Corona-Warn-App des Robert Koch-Instituts eine Warnung mit der Statusanzeige erhöhtes Risiko erhalten haben (§ 2 TestV)[84]
  - Bewohner, Personal und Besucher bestimmter Einrichtungen wie Krankenhäuser und Altenheime (§ 3, § 4 TestV)
  - Bürgertestung (PoC-Antigen-Test), § 4a TestV
  - bestätigende Diagnostik und variantenspezifische PCR-Testung nach einem positiven Bürgertest oder Antigen-Test in Eigenanwendung (§ 4b TestV).[85]

Einen Testnachweis vorlegen mussten zeitweise
- vom 11. Oktober 2021 bis 7. April 2023 Personen, die das sechste Lebensjahr vollendet haben, in die Bundesrepublik Deutschland einreisen und nicht genesen oder geimpft sind (§ 5 Abs. 1 Coronavirus-Einreiseverordnung) sowie Personen, die sich zu einem beliebigen Zeitpunkt in den letzten zehn Tagen vor der Einreise in die Bundesrepublik Deutschland in einem Virusvariantengebiet aufgehalten haben, auch wenn sie genesen oder geimpft sind (§ 5 Abs. 2 CoronaEinreiseV, § 2 Nr. 17 IfSG)[86]
- Personen, für die bei Vorlage eines negativen Testnachweises Ausnahmen und Erleichterungen von Coronaschutz-, Quarantäne- und Absonderungsverordnungen der Länder vorgesehen waren (während der Anwendung der 3G-Regel).

### Testdokumentation
Die Durchführung oder Überwachung einer Testung in Bezug auf einen Erregernachweis des Coronavirus SARS-CoV-2 ist schriftlich zu dokumentieren.
Bei einem positiven Erregernachweis erfolgt eine Genesenendokumentation (§ 22 Abs. 4a IfSG), bei einem negativen eine Testdokumentation (§ 22 Abs. 4c IfSG).
Die Testdokumentation muss gem. § 22 Abs. 4d IfSG zu jeder Testung folgende Angaben enthalten:
1. Datum der Testung,
2. Name der getesteten Person und deren Geburtsdatum sowie Name und Anschrift der zur Durchführung oder Überwachung der Testung befugten Person,
3. Angaben zur Testung, einschließlich der Art der Testung.

Auf Wunsch der betroffenen Person ist die Testung zusätzlich in einem digitalen Zertifikat in Form eines QR-Codes zu bescheinigen (§ 22a Abs. 7 IfSG).

### Testnachweis bei COVID-19
Seit dem 19. März 2022 ist in § 22a Abs. 3 IfSG legaldefiniert, welche Voraussetzungen ein Testnachweis erfüllen muss.
Ein Nachweis hinsichtlich des Nichtvorliegens einer Infektion mit dem Coronavirus SARS-CoV-2 muss danach durch In-vitro-Diagnostika erfolgen, die für den direkten Erregernachweis des Coronavirus SARS-CoV-2 bestimmt oder auf Grund ihrer CE-Kennzeichnung oder auf Grund einer gemäß § 11 Abs. 1 des Medizinproduktegesetzes erteilten Sonderzulassung verkehrsfähig sind, die zugrundeliegende Testung maximal 24 Stunden zurückliegt und
- vor Ort unter Aufsicht desjenigen stattgefunden hat, der der jeweiligen Schutzmaßnahme unterworfen ist,
- im Rahmen einer betrieblichen Testung im Sinne des Arbeitsschutzes durch Personal erfolgt ist, das die dafür erforderliche Ausbildung oder Kenntnis und Erfahrung besitzt, oder
- von einem Leistungserbringer nach § 6 Abs. 1 TestV vorgenommen oder vor Ort überwacht worden ist.

Vor-Ort-Testungen können als Selbsttests mit dazu geeigneten, marktfähigen Antigenschnelltests unter Aufsicht durchgeführt werden, um bei Vorliegen eines negativen Ergebnisses eine Zugangsberechtigung im Sinne eines Testnachweises zu dem Ort zu erhalten, an dem die Testung erfolgt, wie Pflegeeinrichtungen, Restaurants, Veranstaltungsstätten, Sportstudios und Arbeitsstätten. Testnachweise für Antigenschnelltests, die unter Aufsicht oder in Eigenanwendung etwa von Pflegepersonal durchgeführt wurden, sind jedoch in ihrer Gültigkeit auf den Ort der Testung beschränkt und berechtigen nicht zum Zugang zu anderen Orten oder Einrichtungen. In diesem Zusammenhang dürfen daher anders als bei betrieblichen Testungen oder Tests durch Leistungserbringer nach der TestV auch keine Testnachweise ausgestellt werden, die auch in anderen 3G-Kontexten verwendet werden können.